# Praid
Praid (in ungherese Parajd, in tedesco Salzberg) è un comune della Romania di 6 542 abitanti, ubicato nel distretto di Harghita, nella regione storica della Transilvania.
Il comune è formato dall'unione di 6 villaggi: Becaș, Bucin, Ocna de Jos, Ocna de Sus, Praid, Șașvereș.
La maggioranza della popolazione (oltre il 95%) è di etnia Székely.

## Monumenti e luoghi d'interesse
A Praid si trovano le rovine di un'antica fortezza szekely (XI-XII secolo) chiamata la fortezza di Rapsóné.
Il paesino ha una chiesa cattolica, una protestante e una ortodossa.
Praid fu il luogo preferito del grande poeta della natura Lajos Áprily cosicché nel paesino si trova una casa memoriale dedicata a lui.

### Miniera di sale
Fin dall'antichità è attiva nel territorio di Praid una miniera di sale, tuttora operativa. Dentro la miniera, a 120 m nel sottosuolo si trovano un reparto medico per malattie delle vie respiratorie, un parco giochi, una chiesa, il museo della miniera e un'enoteca.
Accanto alla miniera vi sono dei bagni termali naturali a base di sale e si possono visitare le colline bianche di sale. La più alta si chiama Sóhát ed è alta 576 m. 
Alla fine di maggio 2025, la miniera di sale di Praid è stata gravemente colpita da intense piogge torrenziali che hanno causato l'ingrossamento del fiume Corund, aumentando la sua portata fino a 100-120 volte il livello normale. Questo ha provocato infiltrazioni d'acqua significative nella miniera, compromettendo sia le aree estrattive sia quelle turistiche.